# Paraperipatus schultzei
Paraperipatus schultzei är en klomaskart som beskrevs av Richard Heymons 1912. Paraperipatus schultzei ingår i släktet Paraperipatus och familjen Peripatopsidae. Inga underarter finns listade i Catalogue of Life.